# Летище „Фредерик Шопен“
Летище „Фредерик Шопен“ (на полски: Lotnisko Chopina w Warszawie, с кодове IATA: WAW, ICAO: EPWA) е международно летище във Варшава, Полша, намиращо се в югозападното предградие на града, Влохи. Това е най-голямото летище в Полша с площ от 834 хектара; то е и най-натовареното летище, обслужващо почти 40% от пътническия трафик в страната. Летище „Шопен“ поема приблизително 300 планирани полета на ден и постоянно растящ брой на чартърните полети.
Летището прави връзка с най-натоварените международни летища – в Лондон, Чикаго, Франкфурт, Париж и Амстердам, както и с най-популярните вътрешни дестинации – Краков, Вроцлав и Гданск. 

## История
Летището е открито на 29 април 1934 г. от полския президент Игнаци Мошчицки. До 2001 г. летището носи името „Варшава-Окенче“, когато през март 2001 г. в присъствието на президента Александър Квашневски е преименувано в чест на композитора и гражданин на Варшава Фредерик Шопен. Въпреки официалното преименуване, старото име на летището продължава да е популярно и използвано от местните хора, летищните администрации и в индустрията.

## Инфраструктура
През 2010 г. разпределението на терминалите е променено и целият бивш комплекс от Терминали 1 и 2 е заменен от единствен Терминал А, разделен на пет чек-ин зони (A, B, C, D, E) в две големи зали, общо съдържащ 116 гишета за чек-ин. В допълнение, пътниците на LOT Polish Airlines, Lufthansa, Finnair, Turkish Airlines, KLM и Air France могат да използват и 23 чек-ин машини на самообслужване, разположени в терминала.
Летището разполага с 45 пътнически гейта, 27 от които се обслужват на ръкав.

### Южна зала
В Южната зала (бивш Терминал 1) се намират чек-ин зоните A и B. Построена е през 1992 г., за да замени летищния комплекс от времето на комунизма. Има капацитет от 3,5 милиона пътници на година и първоначално поема целия трафик на летището.
От 2007 г. новопостроеният в непосредствена близост Терминал 2 започва постепенно да поема по-голямата част от трафика. На 23 май 2015 г. реконструираната и преоборудвана южна зала е напълно интегрирана в комплекса на новия Терминал А.

### Северна зала
На 12 март 2008 г. е отворен новият терминал (известен преди това като Терминал 2), съдържащ чек-ин зоните C, D и E, две години след първоначално планираната дата на откриване. Зоната за пристигащите полети е отворена от средата на 2007 г., но проблеми със сертифицирането на сигурността и несъгласия между летището и строителната компания забавят процеса. Новият терминал е значително по-голям от стария Терминал 1 и е поел заминаващите полети на всички авиокомпании от Star Alliance и Oneworld, както и тези на още няколко други превозвачи.

### Комуникации
През август 2014 г. летище „Шопен“ става едно от първите европейски летища, които предлагат безплатен и неограничен достъп до Интернет на всички свои пътници и посетители.
Подземна железница, свързваща летището с градската жп система, е открита през юни 2012 г., навреме за Европейското първенство по футбол. На 25 ноември 2013 г. летището обявява за първи път в историята си 10-милионния пътник, преминал през летището в рамките на календарната година.

### Писти
Летището разполага с две пресичащи се писти, чиято конфигурация и разположение на пътеки за рулиране при сегашните правила разрешават 34 пътнически операции (излитания или кацания) на час.
| 1. Runway 33 2. Runway 11 3. Runway 15 4. Runway 29 | 1. Runway 29 2. Runway 15 3. Runway 33 4. Runway 11 |

## Авиокомпании и полети
Част от авиокомпаниите, които обслужват летището са изброени в таблицата:
| Авиокомпания                  | Град – Летище |
| ----------------------------- | --- |
| Aegan Airlines                | Атина |
| Aer Lingus                    | Дъблин |
| Aeroflot                      | Москва „Шереметиево“ |
| Air Berlin                    | Берлин „Тегел“ |
| Air China                     | Пекин |
| Air France                    | Париж „Шарл дьо Гол“ |
| Alitalia                      | Рим „Фиумичино“ |
| Austrian Airlines             | Виена |
| British Airways               | Лондон „Хийтроу“ |
| Brussels Airlines             | Брюксел |
| Czech Airlines                | Прага |
| El Al                         | Тел Авив |
| Emirates                      | Дубай |
| Enter Air                     | Сезонни: Агадир, Анталия, Батуми, Ираклио, Катания, Палма де Майорка, Подгорица, Фаро Сезонни чартърни: Алмерия, Атина, Барселона, Бодрум, Бургас, Варна, Гран Канария, Даламан, Джерба, Дубай, Дубровник, Ейлат, Закинтос, Ибиса, Измир, Коломбо, Корфу, Кос, Ламеция Терме, Лансароте, Малага, Марса Алам, Монастир, Олбиа, Патра, Пафос, Родос, Севиля, Солун, Тел Авив, Тенерифе – юг, Фуертевентура, Фунчал, Ханя, Хургада, Шарм еш-Шейх |
| KLM                           | Амстердам |
| LOT Polish Airlines           | Амстердам, Атина (продължава от 26 март 2017), Барселона, Пекин, Белград, Брюксел, Будапеща, Букурещ „Отопени“, Венеция, Виена, Вилнюс, Вроцлав, Гданск, Дюселдорф, Ереван, Женева, Жешов, Загреб, Истанбул „Ататюрк“, Катовице, Киев „Бориспол“, Киев „Жуляни“ (от 26 февруари 2017), Кишинев, Клуж-Напока, Копенхаген, Кошице, Краков, Ларнака, Лвъв, Лондон „Хийтроу“, Лос Анджелис (от 3 април 2017), Любляна, Люксембург, Мадрид, Милано „Малпенса“, Минск, Москва „Шереметиево“, Мюнхен, Ница, Нюарк (продължава от 1 август 2017), Ню Йорк, Одеса, Осло (продължава от 29 март 2017), Париж „Шарл дьо Гол“, Познан, Прага, Рига, Санкт Петербург, Сеул „Инчон“, София, Стокхолм „Арланда“, Талин, Тбилиси, Тел Авив, Токио „Нарита“, Торонто – Пиърсън, Франкфурт, Хамбург, Харков, Цюрих, Чикаго „О'Хеър“, Шчечин Сезонни: Бейрут, Задар, Паланга, Подгорица (започва от 13 май 2017), Пула (от 14 май 2017), Сплит, Шчитно Чартърен: Денпасар Сезонни чартърни: Антананариво, Банкок, Варадеро, Дърбан, Занзибар, Кайо Кайо, Канкун, Коломбо, Ла Романа, Мавриций, Маями, Порламар, Пуерто Валярта, Санта Клара, Шарм еш-Шейх |
| Lufthansa                     | Мюнхен, Франкфурт |
| Qatar Airways                 | Доха |
| Ryanair                       | Врослав, Гданск, Шчечин (започва от 27 март 2017) |
| Scandinavian Airlines         | Копенхаген Сезонни: Ставангер |
| Swiss International Air Lines | Цюрих |
| TAP Portugal                  | Лисабон |
| Travel Service Polska         | Сезонни: Аликанте, Анталия, Барселона, Батуми, Бодрум, Бургас, Гран Канария, Даламан, Дубровник, Ибиса, Измир, Ираклио, Кавала, Катания, Кефалония, Корфу, Лансароте, Малага, Тенерифе – юг, Фаро, Фуертевентура, Фунчал, Ханя, Хургада |
| Turkish Airlines              | Истанбул „Ататюрк“ |
| Vueling                       | Барселона |
| Wizz Air                      | Абърдийн, Айндховен, Базел/Мюлуз, Бари, Барселона, Берген, Биллун (започва на 27 март 2017), Бирмингам, Братислава (започва на 30 юни 2017), Бристъл, Брюксел „Шарлероа“, Будапеща, Букурещ „Отопени“ (започва на 30 юни 2017), Вилнюс, Глазгоу, Гьотеборг, Донкастър/Шефийлд, Ейлат, Катания, Киев „Жуляни“ (от 1 юли 2017), Кутаиси, Ламеция Терме (от 2 юли 2017), Ларнака, Ливърпул, Лисабон, Лион (започва от 30 юни 2017), Лондон „Лутън“, Малмьо, Милано „Бергамо“, Наполи, Ница (от 1 юли 2017), Осло „Торп“, Париж „Бове“, Порто, Рейкявик, Рим „Фиумичино“, Сантандер (започва от 31 март 2017), Стокхолм „Скавста“, Тел Авив |

## Статистики
Летище Варшава „Фредерик Шопен“ е 41-вото най-натоварено летище в Европа през 2014 г.

### Трафик
|                        | Passengers | Промяна на пътниците спрямо предходната година | Пътнически самолети – движения |
| ---------------------- | ---------- | ---------------------------------------------- | ------------------------------ |
| 2005                   | 7 071 881  |                                                | 115 320                        |
| 2006                   | 8 101 827  | 014,6%                                         | 126 534                        |
| 2007                   | 9 268 476  | 014,4%                                         | 133 146                        |
| 2008                   | 9 460 606  | 02,1%                                          | 129 728                        |
| 2009                   | 8 320 927  | 012,0%                                         | 115 934                        |
| 2010                   | 8 712 384  | 04,7%                                          | 116 691                        |
| 2011                   | 9 337 734  | 07,2%                                          | 119 399                        |
| 2012                   | 9 587 842  | 02,7%                                          | 118 320                        |
| 2013                   | 10 683 706 | 011,4%                                         | 123 981                        |
| 2014                   | 10 590 473 | 00,9%                                          | 121 913                        |
| 2015                   | 11 206 700 | 05,8%                                          | 124 700                        |
| 2016 до ноември        | 11 854 000 | 013%                                           |                                |
| Source: Летище „Шопен“ |            |                                                |                                |

### Най-натоварени дестинации
| Град              | Летище/а                       | Седмични излитания (юли 2016) | Авиокомпании                                                          |
| ----------------- | ------------------------------ | ----------------------------- | --------------------------------------------------------------------- |
| Лондон            | „Гетуик“, „Лутън“, „Хийтроу“   | 74                            | British Airways, LOT Polish Airlines, Norwegian Air Shuttle, Wizz Air |
| Париж             | „Бове“, „Орли“, „Шарл дьо Гол“ | 49                            | Air France, LOT Polish Airlines, Transavia France, Wizz Air           |
| Краков            | „Йоан Павел II“                | 49                            | LOT Polish Airlines                                                   |
| Франкфурт на Майн | Франкфурт                      | 49                            | LOT Polish Airlines, Lufthansa                                        |
| Гданск            | „Лех Валенса“                  | 42                            | LOT Polish Airlines                                                   |
| Вроцлав           | „Николай Коперник“             | 42                            | LOT Polish Airlines                                                   |
| Прага             | „Рузинье“                      | 50                            | Czech Airlines, LOT Polish Airlines                                   |
| Брюксел           | „Завентем“, „Шарлероа“         | 43                            | Brussels Airlines, LOT Polish Airlines, Wizz Air                      |
| Амстердам         | „Схипхол“                      | 42                            | KLM, LOT Polish Airlines                                              |
| Мюнхен            | Мюнхен                         | 42                            | LOT Polish Airlines, Lufthansa                                        |